# Hucisko (gmina Ruda Maleniecka)
Hucisko – wieś w Polsce położona w województwie świętokrzyskim, w powiecie koneckim, w gminie Ruda Maleniecka.
W latach 1975–1998 miejscowość należała administracyjnie do województwa kieleckiego.
Wierni Kościoła rzymskokatolickiego należą do parafii św. Wawrzyńca w Lipie.

## Historia wsi
W wieku XIX wieś Hucisko znana jest jako wieś w powiecie koneckim w gminie Ruda Maleniecka, parafia Lipa.

- Podług spisu z roku 1827 wieś posiadała 7 domów i 59 mieszkańców,
- Podług spisu z 1862 roku, 20 domów 126 mieszkańców i 139 mórg obszaru.